# Saison 1987-1988 de l'Olympique lyonnais
 (juillet 2018).
Si vous disposez d'ouvrages ou d'articles de référence ou si vous connaissez des sites web de qualité traitant du thème abordé ici, merci de compléter l'article en donnant les références utiles à sa vérifiabilité et en les liant à la section « Notes et références ».
Chronologie
Saison précédente Saison suivante
La saison 1987-1988 de l'Olympique lyonnais est la trente-huitième de l'histoire du club.
À l'issue de la saison, l'équipe se classe deuxième du Groupe A de Division 2, ce qui lui permet d'accéder aux barrages pour la montée en Division 1 où elle échoue contre le Stade Malherbe Caen.